# حاجی نورش کندی

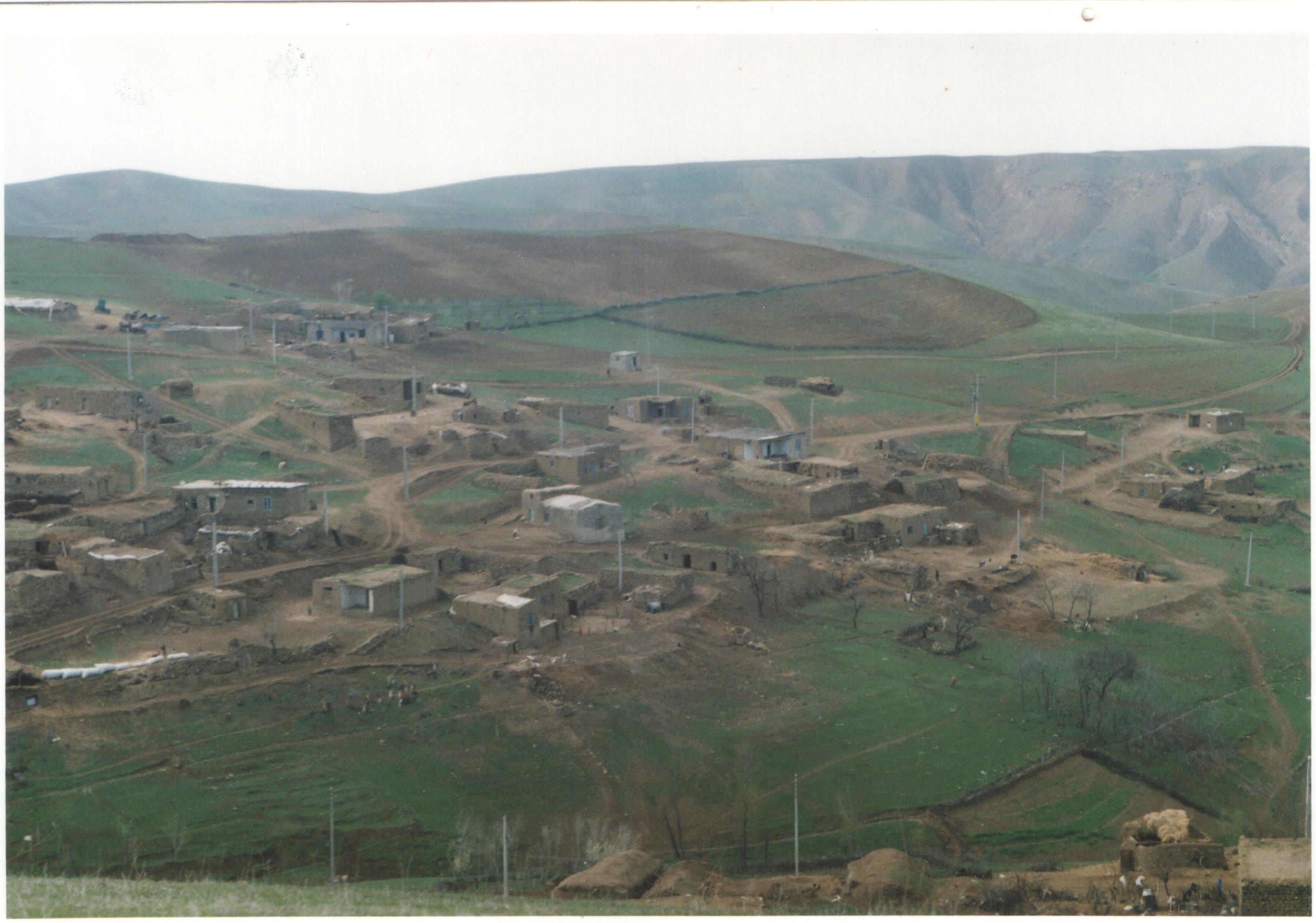

روستای حاج نوروش کندی؛ روستایی واقع در قسمت شمالی استان اردبیل می باشد.این روستا از توابع شهرستان بیله سوار  در دهستان قشلاق جنوبی واقع شده‌است. شغل اصلی اهالی این روستا دامداری می باشد.حاج نوروش کندی طبق سرشماری سال 1395 کشور  ۷۰ نفر جمعیت دارد.